# Caitlin Regal
Caitlin Regal (* 9. Februar 1992 in Auckland als Caitlin Ryan) ist eine neuseeländische Kanutin.

## Erfolge
Caitlin Regal war zunächst im Rettungssport aktiv und mit mehreren nationalen Titeln sehr erfolgreich. 2013 nahm sie schließlich an den U-23-Weltmeisterschaften im Kanurennsport teil, nur sieben Monate nachdem sie überhaupt mit dem Sport begonnen hatte. Im Erwachsenenbereich gab sie 2014 bei einem Weltcuprennen im Vierer-Kajak ihr Debüt.
Zwei Jahre darauf vertrat sie Neuseeland bei den Olympischen Spielen 2016 in Rio de Janeiro, bei denen sie zum Aufgebot im Vierer-Kajak gehörte. Nach Rang drei im Vorlauf zogen die Neuseeländerinnen über das Halbfinale, das sie auf Rang eins beendeten, in den Finallauf ein. In 1:35,198 Minuten überquerten sie dort als Fünfte die Ziellinie, 1,1 Sekunden hinter den Medaillenplätzen. 2017 gelang Regal ihr bis dato größter Erfolg. Bei den Weltmeisterschaften in Račice u Štětí belegte sie zunächst mit dem Vierer-Kajak den Bronzerang, ehe sie zusammen mit Lisa Carrington im Zweier-Kajak auf der 500-Meter-Strecke mit einem Vorsprung von fast zwei Sekunden Weltmeisterin wurde. Im Folgejahr verpassten die beiden die Titelverteidigung nur knapp. In Montemor-o-Velho mussten sie sich um knapp zwei Hundertstelsekunden dem ungarischen Duo geschlagen geben. Im Vierer-Kajak gewann Regal auf der 500-Meter-Distanz ebenfalls die Silbermedaille.
Bei den 2021 ausgetragenen Olympischen Spielen 2020 in Tokio ging Regal in drei Wettbewerben auf der 500-Meter-Strecke an den Start. Im Einer-Kajak belegte sie sowohl im Vorlauf als auch im Halbfinale den dritten Platz, womit sie sich für das B-Finale qualifizierte. Dieses gewann sie und wurde in der Gesamtwertung Neunte. Den Wettkampf im Vierer-Kajak bestritt Regal mit Lisa Carrington, Alicia Hoskin und Teneale Hatton und erreichte mit ihnen nach zwei zweiten Plätzen den Endlauf. Mit einer Rennzeit von 1:37,168 Minuten verpassten sie als Vierte – 0,7 Sekunden hinter den drittplatzierten Polinnen – einen Medaillengewinn. Wesentlich erfolgreicher verlief Regals Wettkampf im Zweier-Kajak. Wie auch bei den Weltmeisterschaften bildete sie mit Lisa Carrington ein Team und gewann mit ihr sowohl ihren Vorlauf als auch ihren Halbfinallauf. Das Finale schlossen sie in 1:35,785 Minuten vor den Polinnen Karolina Naja und Anna Puławska sowie Danuta Kozák und Dóra Bodonyi aus Ungarn als Erste ab und gewannen somit als Olympiasiegerinnen die Goldmedaille.
2021 heiratete Regal und trat seitdem unter ihrem neuen Familiennamen an. Sie hat einen Bachelorabschluss in Gesundheitswissenschaften an der Auckland University of Technology erworben, mit Schwerpunkt Zahnmedizin. Sie arbeitet nebenbei als Dentalhygienikerin.